# Tawuła średnia
Tawuła średnia (Spiraea media Schmidt) – gatunek rośliny wieloletniej z rodziny różowatych.

## Rozmieszczenie geograficzne
Występuje na rozległych przestrzeniach Azji północnej od zachodniej Syberii po Sachalin, Japonię i północne Chiny. Poza tym posiada rozproszone stanowiska w górach Europy środkowej na południu kontynentu sięgając Bułgarii, na zachodzie Austrii, na północy Polski, na wschodzie Ukrainy. W Polsce gatunek nieliczny, znany tylko z Pienin i Bieszczadów. W Bieszczadach występuje w miejscowości Polana nad potokiem Czarnym oraz na Riabiej Skale, ale po słowackiej stronie. W Pieninach rośnie na następujących stanowiskach: Bystrzyk, Czertezik, Świnia Skała, poniżej grani Ligarek, Łysina (na grani Grabczychy Wyżniej), Trzy Korony i skałki przy Drodze Pienińskiej.

## Morfologia

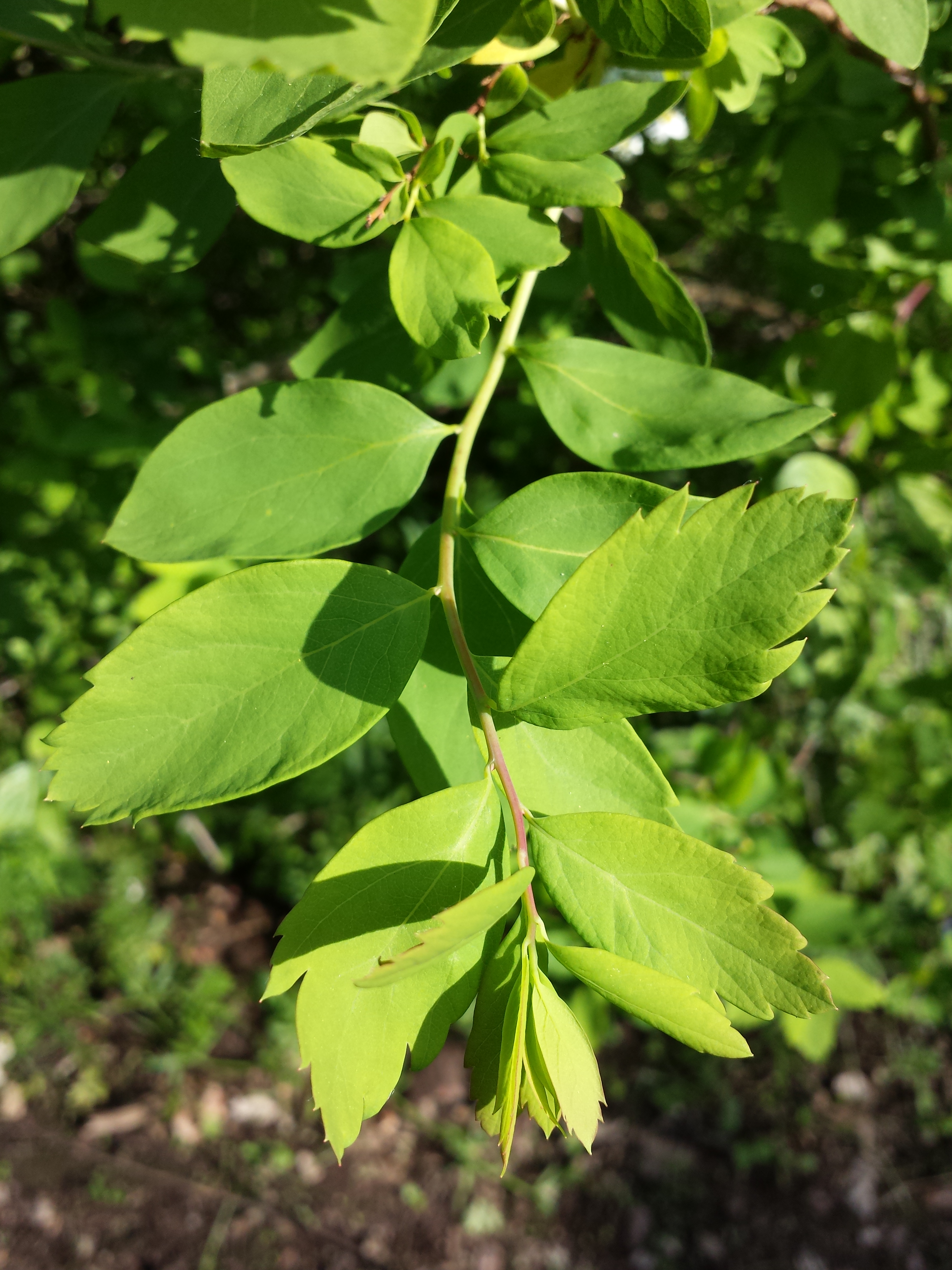
Liście w dole całobrzegie

PokrójKrzew o wysokości do 1,5 m (rzadko do 2 m). Pędy sztywne, obłe i nagie z wyjątkiem podgatunku polonica, który ma pędy za młodu owłosione.
LiścieEliptyczne i lancetowate o długości do 5 cm i szerokości do 2 cm, z klinowatą nasadą i tępym szczytem. Brzegi piłkowane w szczytowej części (po obu stronach tylko 3–4 zęby), liście na pędach kwiatowych są całobrzegie. Liście zwykle na górnej stronie nagie, od spodu słabo owłosione.
KwiatyBiałe (u subsp. polonica białożółte), zebrane w kuliste baldachogrona wyrastające na krótkich pędach bocznych. Kielich o połowę krótszy od kubka dna kwiatowego. Płatki do 3 mm szerokie, pręciki równe długością płatkom.
OwoceMieszki, nagie lub słabo owłosione, na szczycie orzęsione.

## Biologia i ekologia

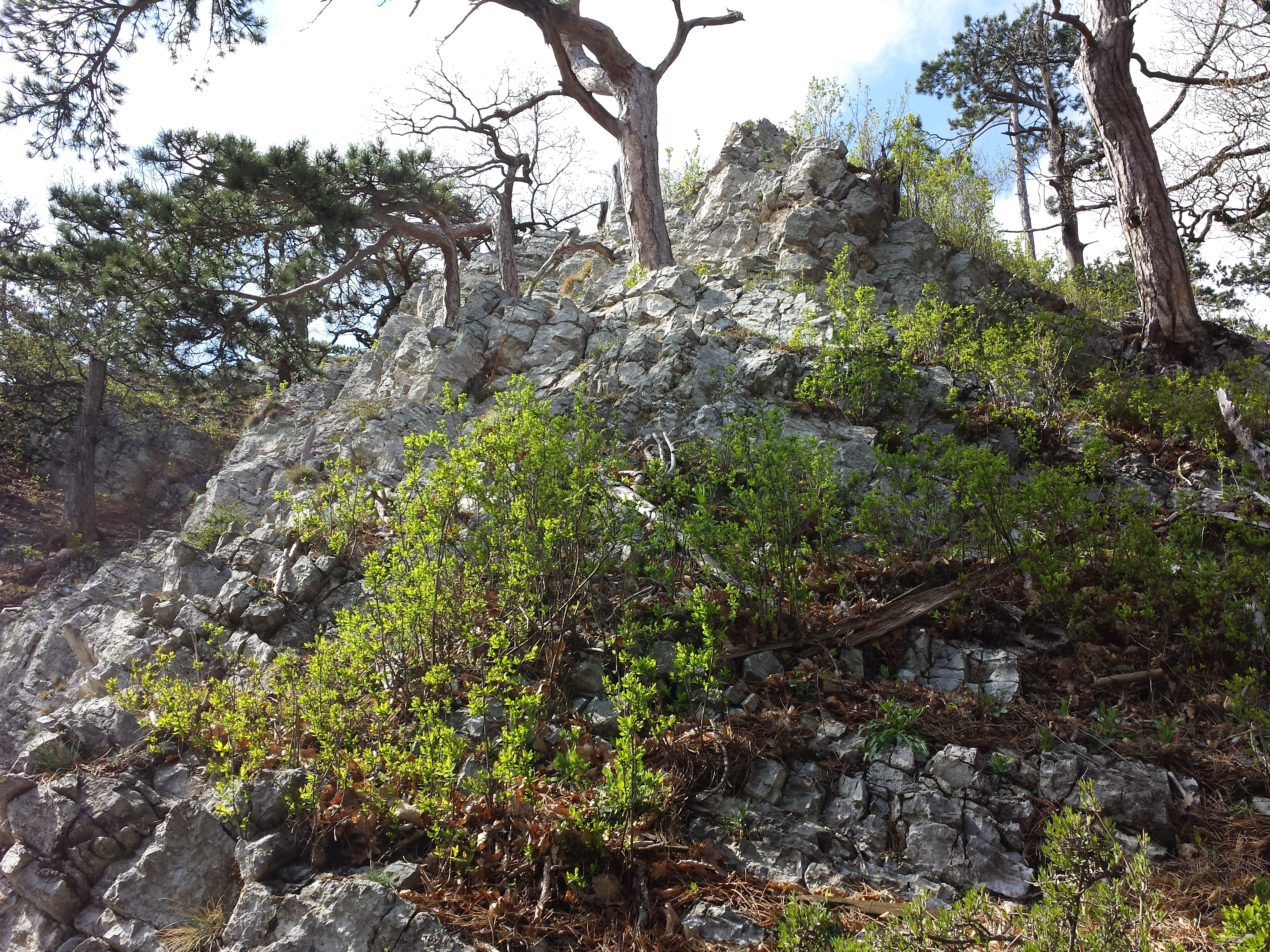
Tawuła średnia na stanowisku naturalnym

Nanofanerofit. Kwitnie w maju, jest owadopylny. Rośnie na skalistych grzbietach, stokach i półkach skalnych, w laskach sosnowych i murawach górskich. Na większości stanowisk występujących w Polsce kwitnie i wytwarza owoce, rozmnaża się jednak głównie wegetatywnie. Liczba chromosomów 2n=18. Gatunek charakterystyczny związku Prunion fruticosae.

## Zagrożenia i ochrona
Objęta ochroną ścisłą. Gatunek umieszczony w Polskiej czerwonej księdze roślin w kategorii VU (narażony). Znajduje się także na Czerwonej liście roślin i grzybów Polski (2006, 2016) w tej samej kategorii.
Populacja pienińska chroniona jest w Pienińskim Parku Narodowym. Monitorowana jest od dawna i zachowuje się stabilnie, zagraża jej tylko postępujące zacienienie ze strony rozrastających się drzew.

## Zastosowanie
Krzewy nie spotykane w uprawie (poza ogrodami botanicznymi), choć jako odporne na suszę zalecane m.in. do rekultywacji hałd.